# Zlatá Přilba w Pardubicach 2007

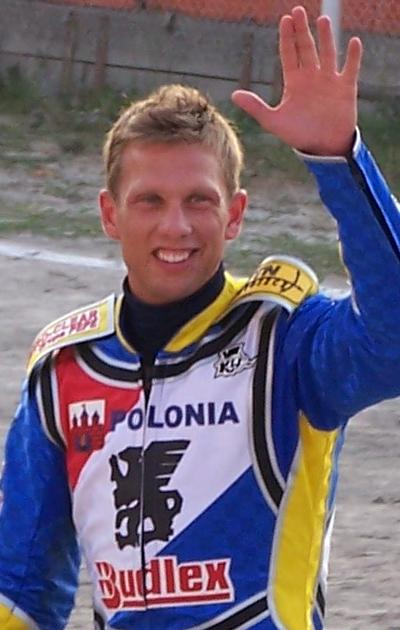
Zwycięzca turnieju

LIX Turniej żużlowy – Zlatá Přilba odbył się 6–7 października 2007 roku.

## Lista startowa
1. Andrew Appleton
2. Chris Harris
3. Jaroslav Petrák
4. Andy Smith
5. Nicolai Klindt
6. Kenneth Bjerre
7. Jesper Bruun Jensen
8. Andrea Maida
9. Alessandro Milanesse
10. Ķasts Puodžuks
11. Matej Ferjan
12. Christian Hefenbrock
13. Martin Smolinski
14. Rune Holta
15. Sebastian Ułamek
16. Kenneth Hansen
17. Rienat Gafurow
18. Dienis Gizatullin
19. Martin Vaculík
20. Jernej Kolenko
21. Izak Šantej
22. Mathias Schultz
23. Andreas Jonsson
24. Joachim Kugelmann
25. Matěj Kůs
26. Greg Hancock
27. Aleš Dryml
28. Lukáš Dryml
29. Martin Málek
30. Marián Jirout
31. Adrian Rymel
32. Zdeněk Simota
33. Tomáš Suchánek
34. Filip Šitera
35. Hynek Štichauer
36. Luboš Tomíček

Rezerwowy:
1. Roman Antrusiv

## Biegi eliminacyjne

### Grupa 1
| Msc. | Zawodnik             | Kraj   | Pkt |         |  |
| ---- | -------------------- | ------ | --- | ------- |  |
| 1    | Hynek Štichauer      | Czechy | 9   | (4,4,5) |  |
| 2    | Tomáš Suchánek       | Czechy | 7   | (2,5,2) |  |
| 3    | Alessandro Milanesse | Włochy | 6   | (0,3,3) |  |
| 4    | Mathias Schultz      | Niemcy | 5   | (5,-,-) |  |
| 5    | Andrew Appleton      | Anglia | 5   | (1,D,4) |  |
| 6    | Rienat Gafurow       | Rosja  | 3   | (3,W,-) |  |

Awans: 3 do Ćwierćfinałów

### Grupa 2
| Msc. | Zawodnik          | Kraj     | Pkt |         |  |
| ---- | ----------------- | -------- | --- | ------- |  |
| 1    | Dienis Gizatullin | Rosja    | 10  | (5,1,5) |  |
| 2    | Marian Jirout     | Czechy   | 9   | (4,5,-) |  |
| 3    | Joachim Kugelmann | Niemcy   | 8   | (0,4,4) |  |
| 4    | Andy Smith        | Anglia   | 6   | (2,3,3) |  |
| 5    | Izak Šantej       | Słowenia | 5   | (3,2,1) |  |
| 6    | Martin Málek      | Czechy   | 3   | (1,0,2) |  |

Awans: 3 do Ćwierćfinałów

### Grupa 3
| Msc. | Zawodnik         | Kraj   | Pkt |         |  |
| ---- | ---------------- | ------ | --- | ------- |  |
| 1    | Filip Šitera     | Czechy | 9   | (4,5,D) |  |
| 2    | Kenneth Hansen   | Dania  | 9   | (5,4,-) |  |
| 3    | Martin Smolinski | Niemcy | 6   | (-,1,5) |  |
| 4    | Adrian Rymel     | Czechy | 6   | (-,2,4) |  |
| 5    | Matěj Kůs        | Czechy | 6   | (D,3,3) |  |
| 6    | Jaroslav Petrák  | Czechy | 5   | (3,0,2) |  |

Awans: 3 do Ćwierćfinałów

### Grupa 4
| Msc. | Zawodnik             | Kraj     | Pkt |         |  |
| ---- | -------------------- | -------- | --- | ------- |  |
| 1    | Christian Hefenbrock | Niemcy   | 9   | (4,5,-) |  |
| 2    | Ķasts Puodžuks       | Łotwa    | 8   | (D,3,5) |  |
| 3    | Zdeněk Simota        | Czechy   | 7   | (2,4,3) |  |
| 4    | Martin Vaculík       | Słowacja | 6   | (5,1,D) |  |
| 5    | Jernej Kolenko       | Słowenia | 5   | (1,0,4) |  |
| 6    | Andrea Maida         | Włochy   | 5   | (3,2,2) |  |

Awans: 3 do Ćwierćfinałów

## Ćwierćfinały

### Grupa 1
| Msc. | Zawodnik         | Kraj   | Pkt |         |  |
| ---- | ---------------- | ------ | --- | ------- |  |
| 1    | Rune Holta       | Polska | 9   | (4,4,5) |  |
| 2    | Kenneth Bjerre   | Dania  | 9   | (5,2,4) |  |
| 3    | Luboš Tomíček    | Czechy | 8   | (3,5,2) |  |
| 4    | Hynek Štichauer  | Czechy | 5   | (2,1,3) |  |
| 5    | Martin Smolinski | Niemcy | 4   | (0,3,1) |  |
| 6    | Marián Jirout    | Czechy | 1   | (1,D,W) |  |

Awans: 3 do Półfinałów
Marián Jirout doznał kontuzji kręgosłupa po której zakończył karierę.

### Grupa 2
| Msc. | Zawodnik             | Kraj   | Pkt |         |  |
| ---- | -------------------- | ------ | --- | ------- |  |
| 1    | Jesper Bruun Jensen  | Dania  | 10  | (5,5,-) |  |
| 2    | Greg Hancock         | USA    | 9   | (2,4,5) |  |
| 3    | Christian Hefenbrock | Niemcy | 7   | (3,2,4) |  |
| 4    | Aleš Dryml           | Czechy | 7   | (4,U,3) |  |
| 5    | Tomáš Suchánek       | Czechy | 5   | (1,3,2) |  |
| 6    | Joachim Kugelmann    | Niemcy | 2   | (0,1,D) |  |

Awans: 3 do Półfinałów

### Grupa 3
| Msc. | Zawodnik             | Kraj   | Pkt |         |  |
| ---- | -------------------- | ------ | --- | ------- |  |
| 1    | Matej Ferjan         | Węgry  | 10  | (5,3,5) |  |
| 2    | Lukáš Dryml          | Czechy | 9   | (4,5,D) |  |
| 3    | Nicolai Klindt       | Dania  | 7   | (2,4,3) |  |
| 4    | Filip Šitera         | Czechy | 6   | (D,2,4) |  |
| 5    | Ķasts Puodžuks       | Łotwa  | 5   | (3,1,2) |  |
| 6    | Alessandro Milanesse | Włochy | 2   | (1,0,1) |  |

Awans: 3 do Półfinałów

### Grupa 4
| Msc. | Zawodnik          | Kraj    | Pkt |         |  |
| ---- | ----------------- | ------- | --- | ------- |  |
| 1    | Andreas Jonsson   | Szwecja | 10  | (5,3,5) |  |
| 2    | Chris Harris      | Anglia  | 8   | (1,5,3) |  |
| 3    | Kenneth Hansen    | Dania   | 8   | (4,1,4) |  |
| 4    | Sebastian Ułamek  | Polska  | 6   | (2,4,2) |  |
| 5    | Dienis Gizatullin | Rosja   | 3   | (3,0,0) |  |
| 6    | Zdeněk Simota     | Czechy  | 3   | (0,2,1) |  |

Awans: 3 do Półfinałów

## Półfinały

### Grupa 1
| Msc. | Zawodnik        | Kraj    | Pkt |         |  |
| ---- | --------------- | ------- | --- | ------- |  |
| 1    | Andreas Jonsson | Szwecja | 9   | (4,5,-) |  |
| 2    | Greg Hancock    | USA     | 8   | (2,3,5) |  |
| 3    | Rune Holta      | Polska  | 7   | (5,0,2) |  |
| 4    | Luboš Tomíček   | Czechy  | 7   | (3,1,4) |  |
| 5    | Kenneth Hansen  | Dania   | 5   | (D,4,1) |  |
| 6    | Lukáš Dryml     | Czechy  | 5   | (1,2,3) |  |

Awans: 3 do Wielkiego Finału
Awans: 3 do Małego Finału

### Grupa 2
| Msc. | Zawodnik             | Kraj   | Pkt |         |  |
| ---- | -------------------- | ------ | --- | ------- |  |
| 1    | Chris Harris         | Anglia | 9   | (4,5,4) |  |
| 2    | Kenneth Bjerre       | Dania  | 9   | (5,4,-) |  |
| 3    | Christian Hefenbrock | Niemcy | 8   | (0,3,5) |  |
| 4    | Matej Ferjan         | Węgry  | 5   | (3,1,2) |  |
| 5    | Nicolai Klindt       | Dania  | 4   | (1,0,3) |  |
| 6    | Jesper Bruun Jensen  | Dania  | 4   | (2,2,1) |  |

Awans: 3 do Wielkiego Finału
Awans: 3 do Małego Finału

## Mały Finał
| Msc. | Zawodnik            | Kraj   |
| ---- | ------------------- | ------ |
| 1    | Jesper Bruun Jensen | Dania  |
| 2    | Matej Ferjan        | Węgry  |
| 3    | Kenneth Hansen      | Dania  |
| 4    | Luboš Tomíček       | Czechy |
| 5    | Nicolai Klindt      | Dania  |
| 6    | Lukáš Dryml         | Czechy |

## Wielki Finał
| Msc. | Zawodnik             | Kraj    |  |
| ---- | -------------------- | ------- |  |
| 1    | Andreas Jonsson      | Szwecja |  |
| 2    | Rune Holta           | Polska  |  |
| 3    | Kenneth Bjerre       | Dania   |  |
| 4    | Chris Harris         | Anglia  |  |
| 5    | Christian Hefenbrock | Niemcy  |  |
| 6    | Greg Hancock         | USA     |  |